# 内陸国一覧

世界の内陸国、紫色は二重内陸国

内陸国一覧（ないりくこくいちらん）は、世界の内陸国を列記した一覧である。内陸国とは、すべての国境が陸上にあり、その領域を海洋上に持たない国家のことをいう。なお、下記では、カスピ海は湖として扱い、海ではないものとする。
- （）は非独立国・自治州

## アジア
| - アゼルバイジャン - アフガニスタン - アルメニア - ウズベキスタン - カザフスタン - キルギス - タジキスタン - トルクメニスタン - ネパール - ブータン - モンゴル - ラオス | - アゼルバイジャンの自治共和国 - （ ナヒチェヴァン自治共和国） - ウズベキスタンの自治共和国 - （ カラカルパクスタン共和国） - ロシアの共和国 - （ アルタイ共和国） - （ トゥヴァ共和国） - （ ハカス共和国） - （ ブリヤート共和国） - その他 - （ チベット） - （ 東トルキスタン） - （ アルツァフ共和国） - （ 南オセチア） |

## アフリカ
| - ウガンダ - エチオピア - エスワティニ - ザンビア - ジンバブエ - チャド - 中央アフリカ - ニジェール | - ブルキナファソ - ブルンジ - ボツワナ - マラウイ - マリ - 南スーダン - ルワンダ - レソト |

## ヨーロッパ
| - アンドラ - オーストリア - 北マケドニア - コソボ - サンマリノ - スイス - スロバキア - セルビア - チェコ - バチカン - ハンガリー - ベラルーシ - モルドバ - リヒテンシュタイン - ルクセンブルク | - ロシアの共和国 - （ アディゲ共和国） - （ イングーシ共和国） - （ カバルダ・バルカル共和国） - （ カルムイク共和国） - （ カラチャイ・チェルケス共和国） - （ 北オセチア共和国） - （ ダゲスタン共和国） - （ チェチェン共和国） - その他 - （ 沿ドニエストル） - 事実上の内陸国 - ボスニア・ヘルツェゴビナ - ネウム地区に海岸線を持つものの、港湾機能（小規模なマリーナは存在）及び交通路が存在しないため内陸国と同じ扱いを受ける。 |

## 南アメリカ
- ボリビア
- パラグアイ

## 消滅した内陸国一覧

### アジア
- ボーパール藩王国
- マールワール王国
- 中華ソビエト共和国
- 内モンゴル人民共和国
- 第1次東トルキスタン共和国（英語版）
- 第2次東トルキスタン共和国（英語版）
- モンゴル人民共和国
- ネパール王国
- ラオス王国
- シッキム王国
- チベット (1912-1950)
- ブハラ・ハン国
- コーカンド・ハン国
- トゥヴァ人民共和国
- アラシュ自治国
- カザフ・ソビエト社会主義共和国
- ウズベク・ソビエト社会主義共和国
- カザフ・ソビエト社会主義共和国
- キルギス・ソビエト社会主義共和国
- タジク・ソビエト社会主義共和国
- トルクメン・ソビエト社会主義共和国
- トルキスタン自治ソビエト社会主義共和国
- ホラズム人民ソビエト共和国
- ブハラ人民ソビエト共和国
- タジク自治ソビエト社会主義共和国
- カザフ・ハン国
- アゼルバイジャン・ソビエト社会主義共和国
- アルメニア・ソビエト社会主義共和国

### アフリカ
- オートボルタ
- ガーナ王国
- エチオピア帝国
- 中央アフリカ帝国
- ボプタツワナ
- ヴェンダ
- オレンジ自由国
- トランスヴァール共和国
- カネム・ボルヌ帝国
- ソコト帝国
- ブルンジ王国
- ルワンダ王国
- 北ローデシア
- ニヤサランド
- ルアンダ＝ウルンディ
- ジンバブエ王国（英語版）
- ローデシア・ニヤサランド連邦
- ジンバブエ＝ローデシア
- ローデシア

### ヨーロッパ
- 西ウクライナ人民共和国
- セルビア公国
- セルビア救国政府
- セルビア社会主義共和国
- マケドニア社会主義共和国
- オーストリア第一共和国
- チェコスロバキア
- チェコ社会主義共和国
- チェコスロバキア社会主義共和国
- スロバキア第一共和国
- スロバキア社会主義共和国
- ベーメン・メーレン保護領
- ハンガリー王国 (1920年-1946年)
- ハンガリー民主共和国
- ハンガリー人民共和国
- ハンガリー・ソビエト共和国
- ベラルーシ人民共和国
- 白ロシア・ソビエト社会主義共和国
- アルザス＝ロレーヌ共和国

### アメリカ

#### 北アメリカ
- バーモント共和国

#### 中央アメリカ
- ロスアルトス (中央アメリカ)

#### 南アメリカ
- アクレ共和国